# Nicolea sinensis
Nicolea sinensis är en ringmaskart som beskrevs av Fauvel 1932. Nicolea sinensis ingår i släktet Nicolea och familjen Terebellidae. Inga underarter finns listade i Catalogue of Life.